# Coscinasterias tenuispina
Coscinasterias tenuispina is een zeester uit de familie Asteriidae.
De wetenschappelijke naam van de soort werd in 1816 gepubliceerd door Jean-Baptiste de Lamarck.